# Tramway de Grenoble
Le réseau de tramway de Grenoble dessert la ville et dix communes de son agglomération. Exploité par la société publique locale M TAG dans le cadre du réseau M réso, il est le deuxième réseau moderne ouvert en France, deux ans après celui de Nantes, en 1987. Il est surtout connu pour être le premier réseau au monde à être accessible aux personnes à mobilité réduite dès son ouverture.
C'est au terme d'un long processus, marqué par un référendum en 1983, qu'en 1987 la « capitale des Alpes » se dote du premier tramway accessible aux personnes à mobilité réduite au monde, si bien qu'en 2017, cinq lignes circulent sur un réseau long de plus de 43 km.
Un premier tramway avait circulé à Grenoble entre 1894 et 1952 ; d'abord à vapeur, puis électrique à partir de 1897. En plus d'un dense réseau urbain, existaient plusieurs lignes interurbaines. S'ensuit un déclin à partir des années 1930, qui prend fin en 1952 avec la fermeture des dernières lignes.
Le réseau moderne a été le premier au monde à faire rouler des rames à plancher bas sur une partie de la rame (Les premiers tramways à plancher bas intégral de France sont apparus à Strasbourg en 1994). Le matériel est en effet constitué de cinquante-trois rames Tramway français standard (TFS) construites par Alsthom et livrées en plusieurs séries jusqu'en 1996, auxquelles se sont ajoutées, de 2005 à 2009, cinquante rames Citadis 402 à plancher bas intégral.

## Histoire

### L'ancien réseau

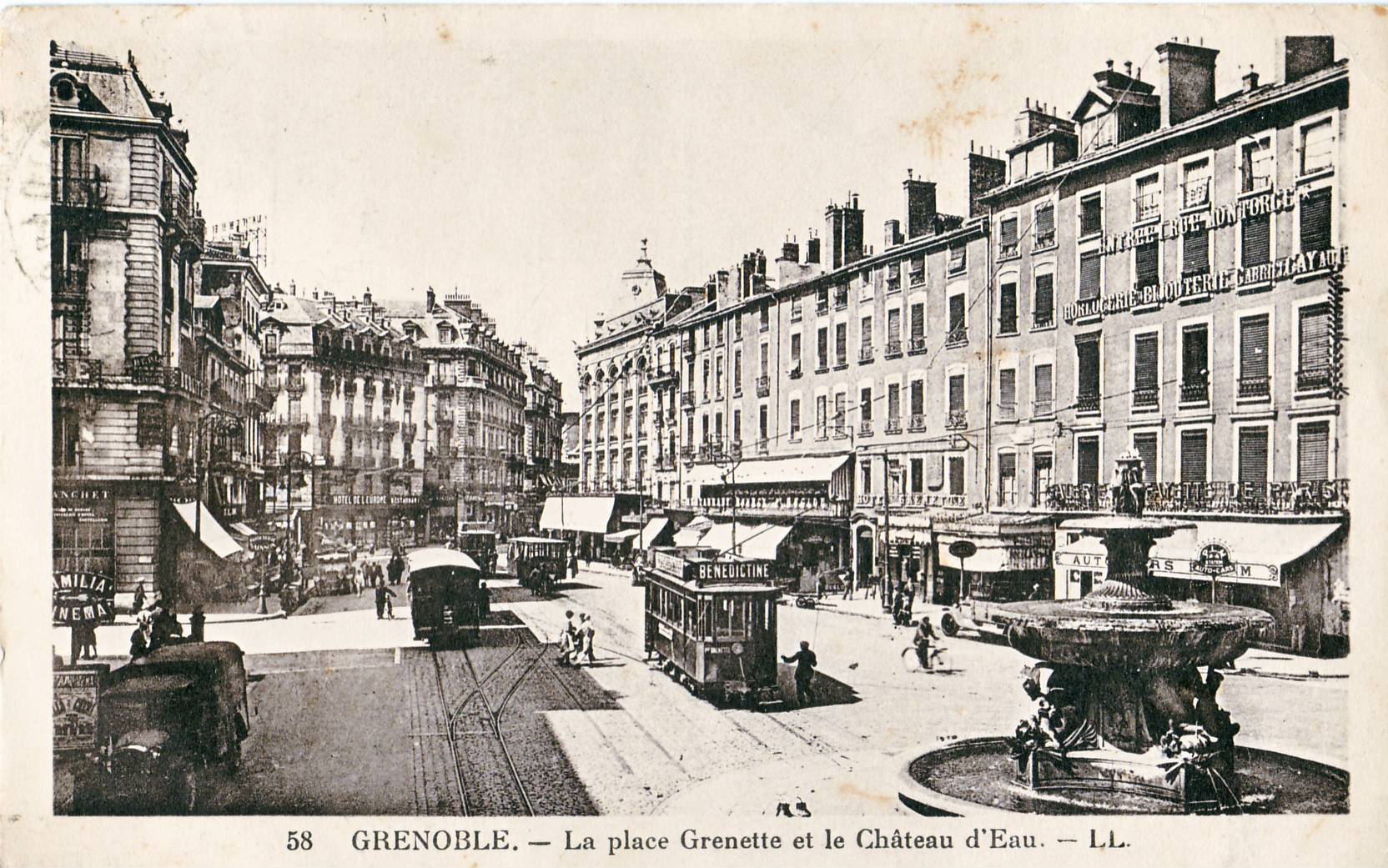
La place Grenette, point de départs des lignes de la SGTÉ.

Le premier réseau de tramway urbain et suburbain que connait Grenoble est construit à l'écartement métrique. Il apparait en 1897 et est exploité par la société grenobloise de tramways électriques. Ce réseau a aujourd'hui totalement disparu. L'exploitation se faisait à voie unique, avec croisements autorisés par le système du bâton-pilote.
À cette époque de croissance industrielle et démographique, les anciens modes de transports hippomobiles, fiacres et omnibus, mis en place depuis la fin du XVIIIe siècle, ne suffisent plus à assurer les dessertes urbaines. Les lignes de tramway urbaines et suburbaines vont se développer continuellement jusque dans les années 1920, avant de décliner lentement, avec la montée en puissance de nouveaux modes de circulations, tels l'autobus, le trolleybus et la voiture individuelle. Le tramway cesse définitivement de circuler le 31 août 1952, après 56 ans de service.
Aux côtés des lignes de tramways de la SGTE ont existé deux autres lignes interurbaines.
- La première, reliant Grenoble à Villard-de-Lans est financée par le département mais tout de même exploitée par la SGTE.
- La seconde, reliant Grenoble à Chapareillan. Totalement distincte de la SGTE, elle sera rachetée par la régie départementale des VFD en 1930.

À ces deux lignes s'ajoutent celles du réseau de la régie départementale des VFD, qui reliait la gare de Grenoble à Vizille via Uriage-les-Bains dès 1894 Bourg-d'Oisans et Froges.
Tout cet ensemble formait un réseau d'environ 220 km, où le matériel de chaque compagnie, construit selon les mêmes normes, permettait les échanges de wagons entre les différents réseaux.

Carte animée de l'évolution des infrastructures ferroviaires de l'agglomération de Grenoble, dont celle des anciens et actuels tramways, de 1890 à nos jours.

### Le retour du tramway à Grenoble

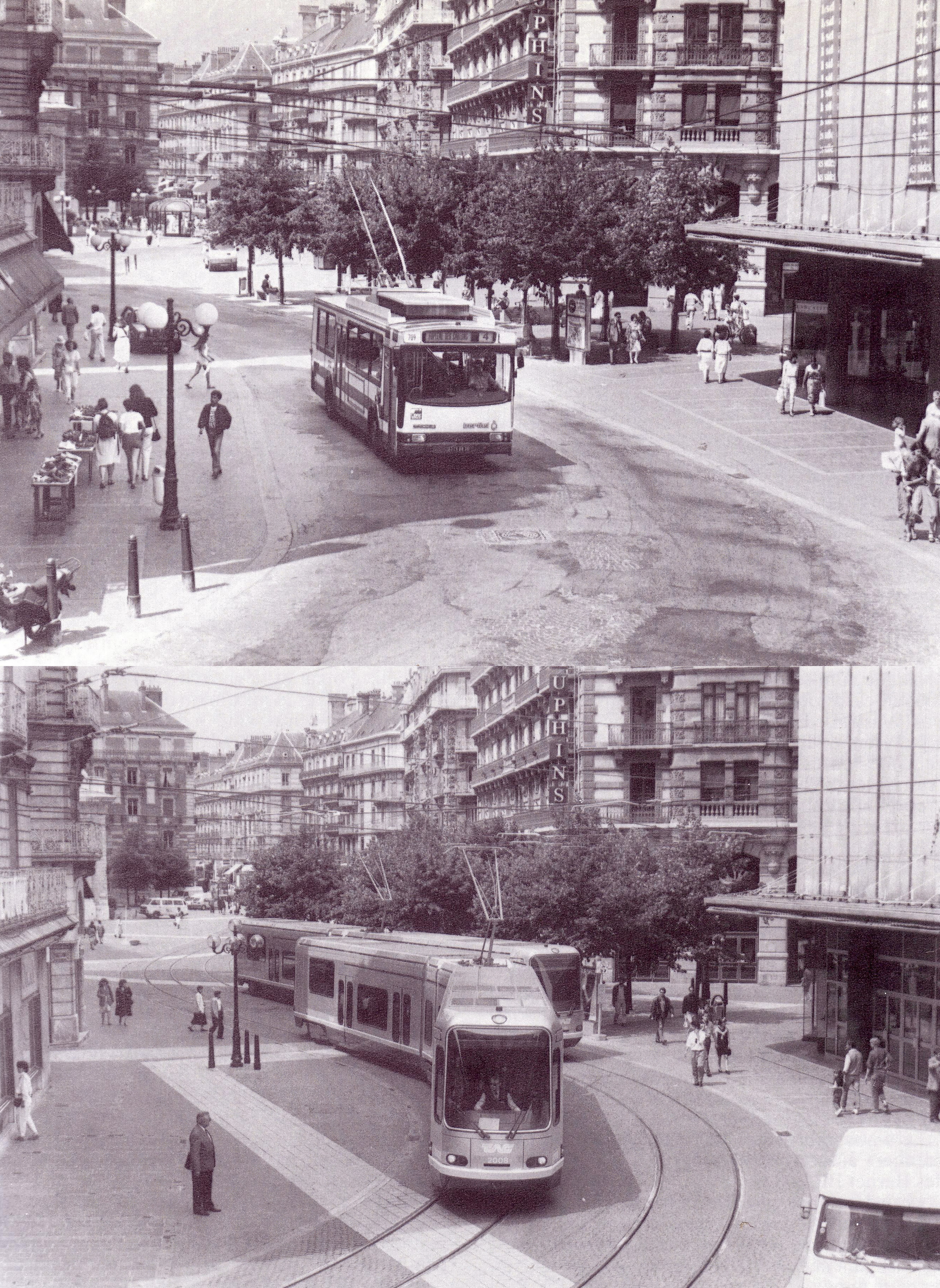
Avant et après le retour du tramway, ici rue Félix-Poulat.

Le développement de l'automobile dans les années 1960, combiné à la géographie particulière de la ville, met le réseau de bus et de trolleybus de la SGTE dans une situation difficile qui provoque une chute constante de la fréquentation, malgré la modernisation du matériel roulant,.
La Société grenobloise de tramways électriques (SGTE) — remplacée par la SEMITAG en 1975 — proposa en 1971 de reconstruire un réseau de tramway de quatre lignes, sur le modèle du tramway de Zurich,. Les études pour un transport en commun en site propre sont lancées en 1974. L'étude Grenoble 1985 est menée par le Syndicat intercommunal d'étude et de programmation pour l'aménagement de la région grenobloise (SIEPARG) et écarte alors le tramway au profit de moyens de transports alternatifs, plus ou moins futuristes ou saugrenus, : le Poma 2000 (qui verra le jour à Laon et qui sera le seul sérieusement étudié à Grenoble), le Télérail (une sorte de téléphérique) et l'Urba (un système de minibus sur coussin d'air).
La même année, l'Association pour le développement des transports en commun (ADTC) voit le jour et pointe les défauts du Poma 2000 ainsi que l'évolution des tramways depuis les années 1950, alors que l'étude restait cantonnée à l'image désuète de l'ancien réseau grenoblois. L'année suivante, la ville et le SMTC, sensibles aux arguments de l'ADTC, commandent une étude sur un réseau de tramway tandis que l'ADTC continue son action, développe des pistes de réflexions à ce sujet et effectue une visite sur le réseau zurichois tandis que la ville répond au concours Cavaillé ; les études dégagent un axe en T desservant Sassenage et suivant les principaux troncs commun du réseau de bus, à savoir l'axe gare-place Victor Hugo et la rue Félix Poulat ; le projet intègre dans un second temps la desserte du domaine universitaire sur une des branches, l'autre se dirigeant vers La Villeneuve et Échirolles,. Ce projet ne se concrétise pas, la ville et le SMTC créé en 1973 privilégient d'abord la modernisation de la flotte d'autobus et de trolleybus et l'aménagement de voies réservées, ce qui ne supprime pas le goulot de la rue Félix-Poulat, encombrée par les trolleybus aux heures de pointe.
Le projet Poma 2000 laissera malgré tout une trace dans le paysage grenoblois : un immeuble enjambant la rue Hébert a été construit en incluant un espace vide réservé en hauteur entre la rue et le bâti, espace à travers lequel aurait passé l'installation ,.
En 1977, Hubert Dubedout est réélu face à Alain Carignon, partisan du tramway. En 1981, l'agence d'urbanisme de la région grenobloise (AURG) et la SEMALY mènent une étude sur la réalisation d'un réseau de tramway ; Le 27 novembre 1982, le SMTC affrète un train transportant 400 personnes visiter le tramway de Zurich. Le projet revient sur la table en 1983 quand la ville change de maire, Alain Carignon l'emporte, mais pas de majorité, qui reste hostile à ce mode de transport. Le nouveau maire organise alors un référendum le 22 juin 1983, chose inédite pour une ville de plus de 100 000 habitants à l'époque, où le oui l'emporte à 53,09 % avec 30 588 grenoblois sur 83 142 inscrits. Le référendum portait sur la réalisation d'une ligne Fontaine-Gare de Grenoble-Centre-ville-Grand'Place.

### Un tramway pionnier en matière d'accessibilité

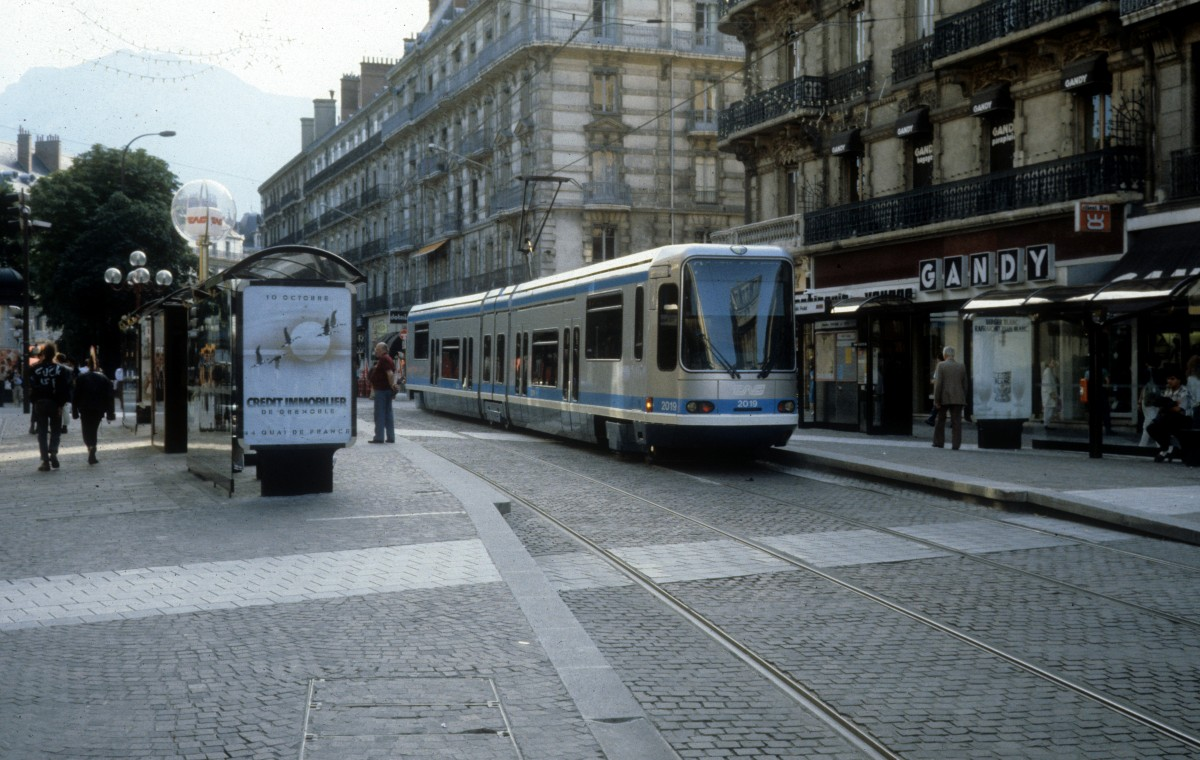
La rue Molière, piétonisée, en 1988.

Les travaux préparatoires débutent dès le mois de décembre, tandis que les études se poursuivent, le chantier de la ligne de 8,8 km de long débutant réellement en septembre 1984. Le choix du matériel roulant se porte sur l'Alsthom TFS mais non pas la version mise en service à Nantes en 1985 mais une version au plancher partiellement rabaissé qui fera du tramway grenoblois le premier tramway accessible aux personnes à mobilité réduite au monde.
En effet, les études prévoyaient l'achat de matériel classique pour l'époque, avec un plancher haut à 87 cm du sol et avec trois marches à gravir ; cette décision fit bondir l'ADTC et les associations de personnes en situation de handicap qui exigent l'achat de matériel à plancher bas permettant l'accès aux fauteuils roulants ; les manifestations et pétitions font plier le SMTC qui réussit à convaincre Alsthom de mettre au point des rames avec un plancher placé à 36 cm du sol. La solution est trouvée via l'ajout d'un module central équipé d'un bogie à essieu coudé permettant d'abaisser le plancher sur la majeure partie de la rame (17 des 29,30 m), sauf aux extrémités en raison des bogies moteurs.

### Construction des premières lignes
Le SMTC lance durant les travaux les études d'une seconde ligne entre la gare et le domaine universitaire de Saint-Martin-d'Hères, certain du succès de la première ligne,. La 1re rame est livrée par train le 30 octobre 1986 jusqu'à la gare de triage de Saint-Martin-le-Vinoux puis acheminée au dépôt d'Eybens par convoi exceptionnel. La ligne A est mise en service le 3 août 1987 entre la gare et Grand'Place mais n'est officiellement inaugurée que le 5 septembre suivant, suivi le lendemain de l'ouverture du tronçon Gare-Louis Maisonnat à Fontaine,.
La ligne connut un succès immédiat — un service de soirée est mis en place le 30 janvier 1989 — et la seconde ligne est mise en chantier dans la foulée, la bifurcation entre les deux lignes avait été posée en prévision, et est inaugurée le 24 novembre 1990 et est mise en service le 26 novembre suivant,,. Cette seconde ligne améliore considérablement la desserte du campus universitaire.
Ces lignes sont prolongées plusieurs fois au cours des années 1990, : la ligne A est prolongé de 4,8 km jusqu'à Échirolles en septembre 1997, la ligne B est prolongée au palais de justice le 29 novembre 1999 puis jusqu'à la cité internationale le 2 mai 2001. Le tronc commun des lignes A et B est vite saturé, rendant l'intégration d'une 3e ligne impossible sur cet axe, et le SMTC décide créer cette ligne en passant au sud par les grands boulevards, alors aménagés comme une « autoroute urbaine » avec des autoponts. Les études de cette 3e ligne remontent à 1995 et firent essentiellement débat sur la desserte ou non du centre-ville de Saint-Martin-d'Hères par une branche qui est aujourd'hui la ligne D.

### Extensions du réseau

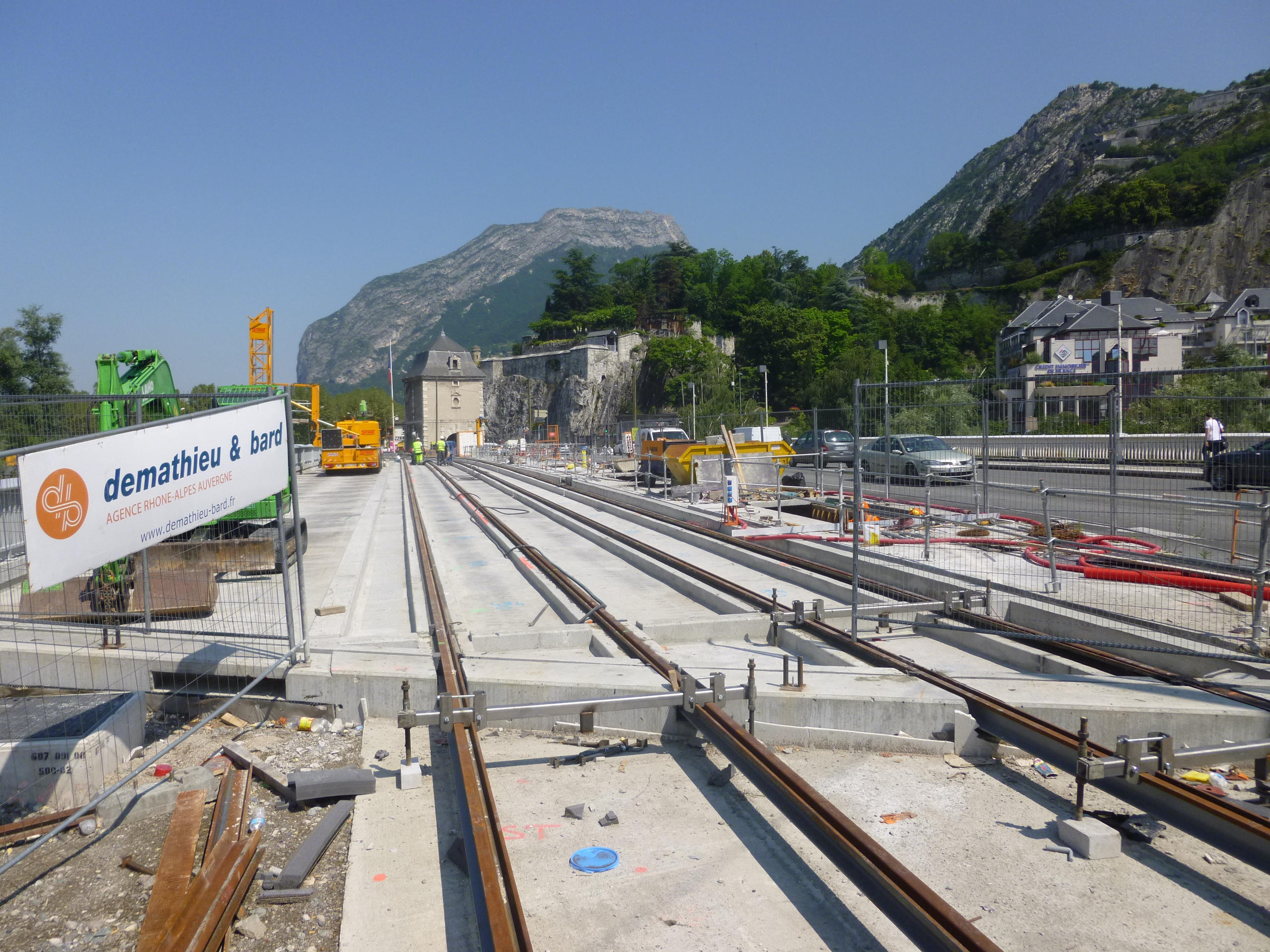
Construction de la ligne E en 2013.

Une nouvelle station voit le jour sur la ligne A en septembre 2004 afin de desservir la nouvelle gare d'Échirolles. La construction des lignes C et D, entamés fin 2003 dans le cadre du projet « Tram3 » et marqué par la démolition par explosifs de l'autopont Vallier-Jaurès en août 2004, s'accompagne du prolongement de la ligne B jusqu'à la gare de Grenoble-Universités-Gières complètement réaménagée pour l'occasion et de la construction du centre de maintenance des tramways de Gières,. La ligne C, longue de 17,6 km est mise en service le 20 mai 2006 et constitue la plus grande extension du réseau grenoblois depuis plus de 15 ans. Le 20 octobre 2007, la ligne D, construite simultanément avec la ligne C, est mise en service : cette ligne de seulement 2,6 km de long dessert la commune de Saint-Martin-d'Hères mais ne dessert pas Grenoble. Elle est, jusqu’à sa prolongation en août 2024, la plus courte ligne de tramway de France.
En parallèle du projet de 3e ligne, le département de l'Isère lance les études pour un projet de tram-train nommé YSIS entre Grenoble et Moirans, d'une longueur de 18,5 km pour un coût de 420 millions d'euros et dont la mise en service était prévue pour fin 2008. Ce projet sera abandonné mais sa partie urbaine donnera naissance à un projet de 5e ligne sur un axe nord-sud et qui, comme pour la ligne C, tangentera le centre-ville. La ligne E est déclarée d'utilité publique en 2010. Les travaux de la ligne E débutent en août 2011 et la ligne est mise en service entre les stations Louise Michel et Saint-Martin-le-Vinoux Hôtel de ville le 28 juin 2014, puis jusqu'au Fontanil-Cornillon le 13 juillet 2015,. Le projet initial prévoyait que le terminus sud se fasse au carrefour Alsace-Lorraine, mais diverses économies réalisées au cours de sa phase de conception (comme rénover les TFS plutôt que d'acheter du matériel neuf) ont permis de réaliser la ligne jusqu'à la station Louise Michel. De son côté la ligne B est prolongée jusqu'au polygone scientifique dès septembre 2014, la desserte en bus devenant largement insuffisante.
Le réseau a fêté ses trente ans le 30 septembre 2017 avec une rame Citadis 402 décoré sur le thème du disco, avec musique des années 1980 à bord, circulant sur un parcours spécial en boucle depuis la gare.
À la suite de plusieurs études préalables, la ligne A, première ligne de l'agglomération, a été prolongée d'un kilomètre et de deux stations depuis son ancien terminus Denis Papin. Elle dessert la commune du Pont-de-Claix depuis le 21 décembre 2019,,,. Le déplacement de la gare SNCF de Pont-de-Claix au carrefour de l'avenue Charles-de-Gaulle et du cours Saint-André, vers la piscine Flottibulle, permettra alors la création d'un nouveau pôle d’échange multimodal au sud de l'agglomération grenobloise.

## Le réseau

### Principales caractéristiques
Le réseau de tramway grenoblois est exploité par la Sémitag, en utilisant les infrastructures mises à disposition par le SMMAG, maître d'ouvrage du réseau. Il est composé de cinq lignes qui desservent la commune de Grenoble ainsi que celles d'Échirolles, Fontaine, Le Fontanil-Cornillon, Gières, Saint-Égrève, Saint-Martin-d'Hères, Saint-Martin-le-Vinoux, Seyssins, Seyssinet-Pariset et La Tronche, soit onze communes. Ce réseau comporte 43,7 km de lignes physiques pour 52,4 kilomètres de lignes commerciales. Les tramways bénéficient d'un système de priorité aux carrefours comportant des feux.
Le réseau, composé en 2017 de cinq lignes, totalise 82 stations dont 12 desservies par au moins deux lignes et couvre onze communes de l'agglomération grenobloise :
| Ligne | Terminus                                                              | Longueur (en kilomètres) | Temps de parcours (en minutes) | Mise en service  | Fréquentation annuelle (2013) | Service assuré |
| ----- | --------------------------------------------------------------------- | ------------------------ | ------------------------------ | ---------------- | ----------------------------- | --- |
| A     | Fontaine — La Poya ↔ Pont-de-Claix — L'Étoile                         | 13,7                     | 44                             | 3 août 1987      | 22 847 000                    | - Du lundi au mercredi, de 4 h 50 à 1 h 40 environ ; - Du jeudi au samedi, de 4 h 50 à 2 h 30 environ ; - Les dimanches et jours fériés, de 5 h 25 à 1 h 40 environ. Aucun service le 1er mai. |
| B     | Grenoble — Oxford ↔ Gières — Plaine des sports                        | 10,5                     | 35                             | 26 novembre 1990 | 15 363 000                    | - Du lundi au mercredi, de 4 h 50 à 1 h 40 environ ; - Du jeudi au samedi, de 4 h 50 à 2 h 30 environ ; - Les dimanches et jours fériés, de 5 h 25 à 1 h 40 environ. Aucun service le 1er mai. |
| C     | Seyssins — Le Prisme ↔ Saint-Martin-d'Hères — Condillac - Universités | 9,4                      | 30                             | 21 mai 2006      | 10 361 000                    | - Du lundi au mercredi, de 4 h 50 à 1 h 40 environ ; - Du jeudi au samedi, de 4 h 50 à 2 h 30 environ ; - Les dimanches et jours fériés, de 5 h 25 à 1 h 40 environ. Aucun service le 1er mai. |
| D     | Grenoble Gares ↔ Saint-Martin-d'Hères — Étienne Grappe                | 7,3                      | 28                             | 6 octobre 2007   | 881 000                       | - Du lundi au mercredi, de 4 h 50 à 1 h 40 environ ; - Du jeudi au samedi, de 4 h 50 à 2 h 30 environ ; - Les dimanches et jours fériés, de 5 h 25 à 1 h 40 environ. Aucun service le 1er mai. |
| E     | Fontanil-Cornillon — Palluel ↔ Grenoble — Louise Michel               | 11,5                     | 30                             | 29 juin 2014     | 7 442 000 (en 2016)           | - Du lundi au mercredi, de 4 h 50 à 1 h 40 environ ; - Du jeudi au samedi, de 4 h 50 à 2 h 30 environ ; - Les dimanches et jours fériés, de 5 h 25 à 1 h 40 environ. Aucun service le 1er mai. |

En 2009, la fréquentation journalière moyenne du tramway sur les lignes A, B, C et D a atteint 210 330 voyageurs, soit 57 % de la fréquentation totale du réseau TAG. En 2013, sur ces mêmes lignes, la fréquentation annuelle a été de 46 560 000 voyageurs, soit 60 % de la fréquentation totale du réseau.

### La desserte

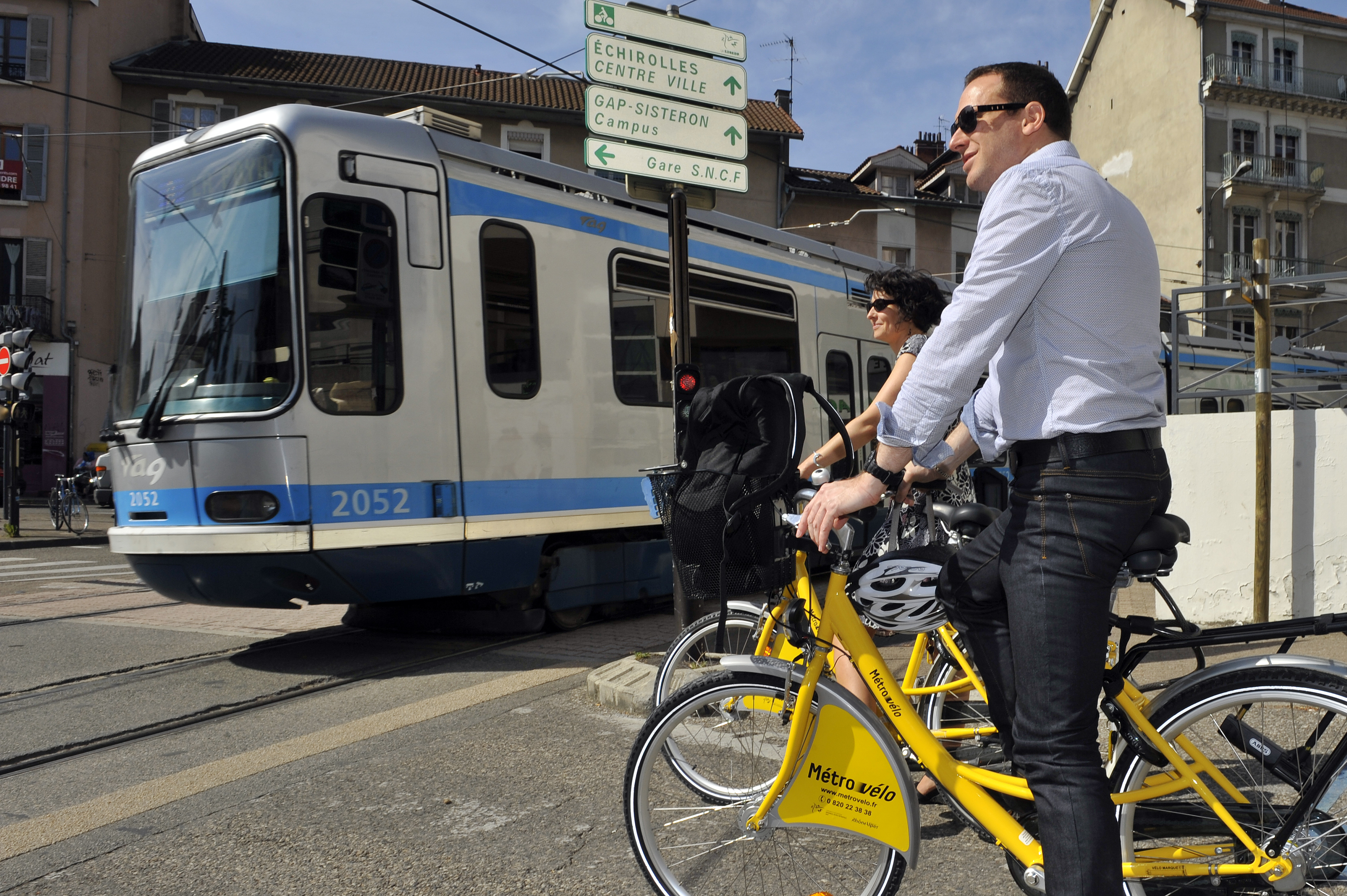
Le tramway s'inscrit dans un réseau multimodal (bus, tram, vélo).

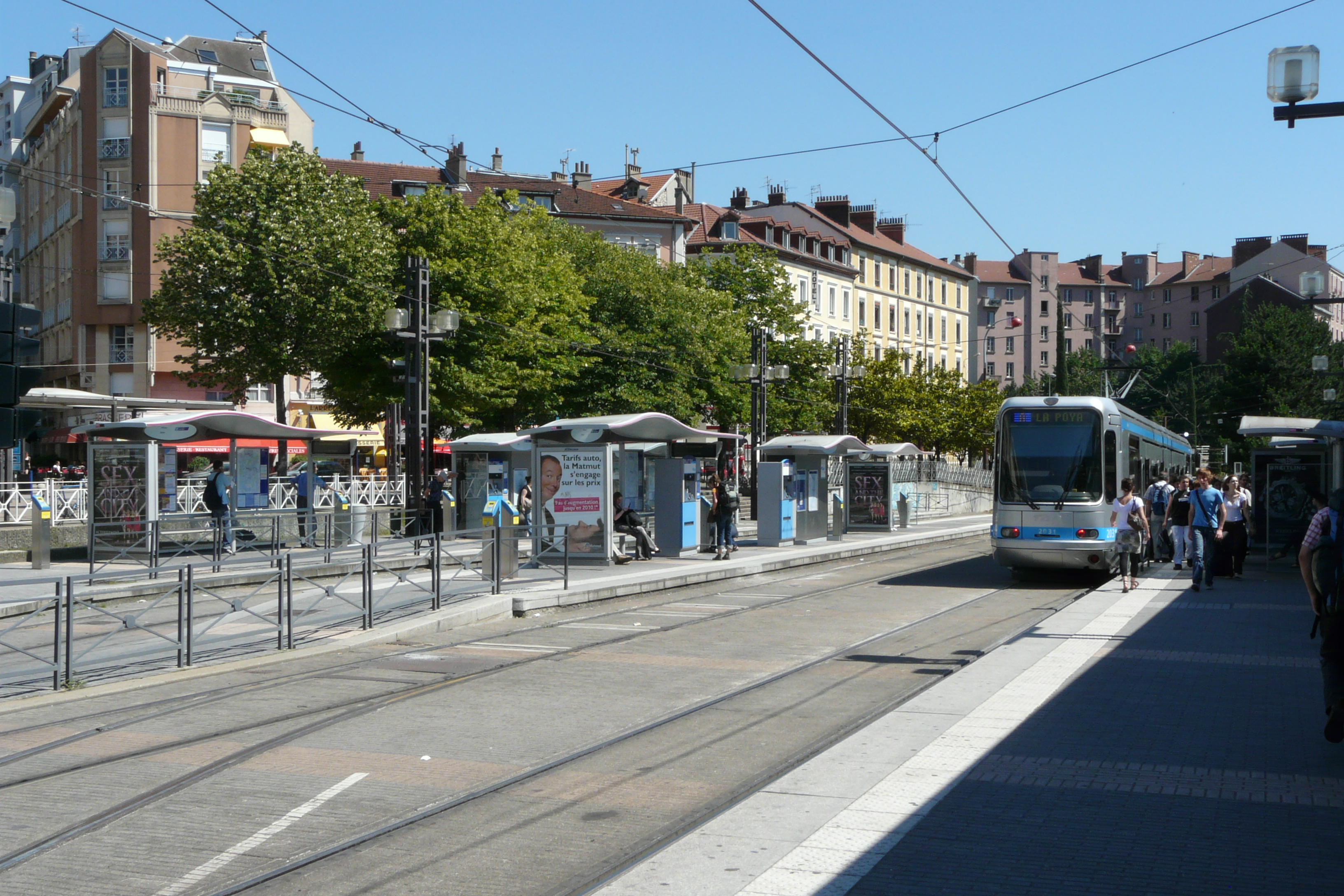
La station Gares, une des plus importantes du réseau.

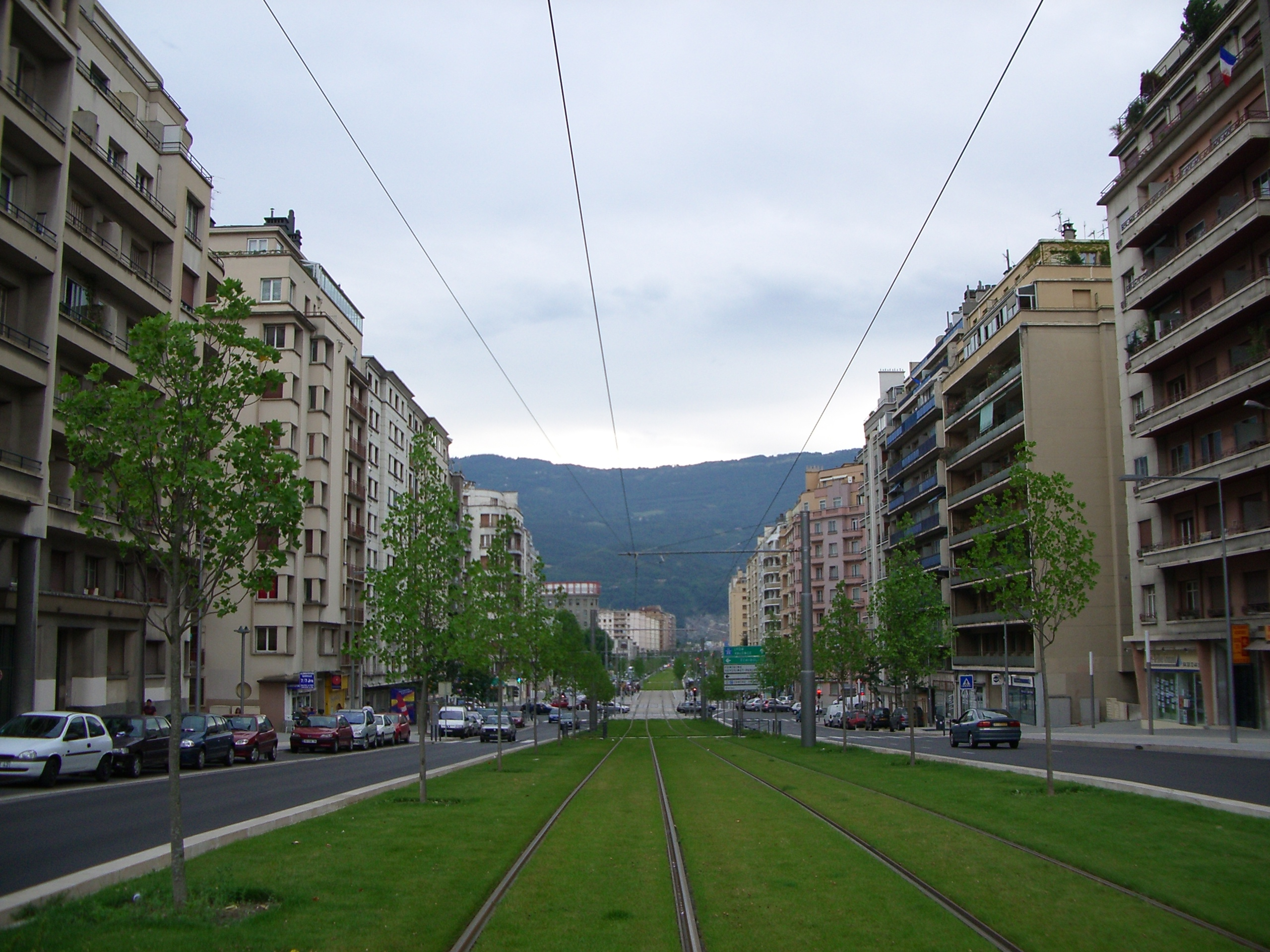
Les Grands boulevards ont été métamorphosés avec la mise en service de la ligne C.

L'amplitude de service est peu ou prou identique sur toutes les lignes, sauf la courte ligne D qui débute une heure après et finit une heure avant les autres. Le début de service se fait plus tôt dans le terminus le plus proche du dépôt, entre 4 h 30 et 6 h, et plus tard depuis l'autre extrémité de la ligne, entre 4 h 45 et 6 h 10. Les tout premiers services ont leur origine dans des stations intermédiaires (ou terminus pour les lignes B et D) proches des deux dépôts : Grand'place pour la ligne A, Plaine des Sports pour la ligne B, Condillac - Universités pour la ligne C, Neyrpic - Belledonne pour la ligne D et Alsace - Lorraine pour la ligne E. Les dimanches et fêtes, le service débute environ une heure plus tard. La fin du service se fait en revanche à la même heure tous les jours, avec les derniers départs des terminus entre 0 h 50 et 1 h 40, sauf pour la ligne D, dont le dernier départ depuis Étienne Grappe s'effectue à 0 h 10. Les derniers services s'effectuent avec des services partiels, sauf pour les lignes B et C : Grand'Place pour la ligne A, Plaine des Sports pour la ligne B, Condillac - Universités pour la ligne C, Neyrpic - Belledonne pour la ligne D et Condorcet pour la ligne E.
Les fréquences de la desserte entre 7 h et 19 h varient selon la ligne : sur les lignes A et B, un tram circule toutes les 3 à 5 minutes en moyenne contre toutes les 4 à 9 minutes sur la ligne C, toutes les 10 minutes sur la ligne D et toutes les 6 à 10 minutes sur la ligne E. Le samedi, elle est de 4 à 7 sur les lignes A et B, toutes les 10 minutes sur les lignes C et E et toutes les 15 minutes sur la ligne D environ. Les dimanches et fêtes, la fréquence varie de 15 à 20 minutes selon les lignes, sauf sur la ligne D où elle est de 30 minutes. De 6 à 7 h et de 19 à 20 h, les fréquences restent cadencées mais sont plus faibles. En dehors de la période de desserte maximale, c'est-à-dire avant 6 heures et après 21 heures environ, les horaires ne sont pas cadencés et comptent de nombreux services partiels dus aux entrées et sorties de dépôt des rames.
Les TAG ne mettent pas en place un réseau de soirée différent du réseau de journée, bien que seules les lignes de bus « Chrono » C1 à C14) fonctionnent en soirée en plus du tramway. De début juillet à fin août, les TAG appliquent cependant un horaire d'été avec des fréquences moindres et deux lignes limitées, en raison du moindre besoin en desserte du campus universitaire en été : la ligne C est donc limitée à Les Taillées - Universités à la place de la ligne D qui elle est limitée à la station Hector Berlioz - Universités de la ligne C, laissant alors la ligne B comme seule desserte du campus.

### Conception et réalisation
La mise en place du réseau de tramway s'est également accompagnée d'une réorganisation complète de l'urbanisme de l'agglomération. La construction de lignes de tramway dans la vieille ville a permis de repousser la circulation automobile hors du centre-ville, et a poussé des communes voisines comme Échirolles à réaliser des projets urbains, dont un centre-ville,,. Lors de la création de la ligne C, les Grands boulevards ont été métamorphosés, passant d'autoroute urbaine à boulevard urbain, accompagné d'une réduction importante du trafic automobile et la destruction des autoponts.

### Les stations
Les stations du tramway sont équipées de trois abribus JCDecaux et de valideurs. Sur deux des trois abris sont disposés des informations sur le réseau (plan du réseau, horaires théoriques de passage, plan du secteur, etc.) et un bandeau lumineux indiquant les prochains passages est installé dans l'abri situé en tête de quai. Un distributeur automatique est présent au sein de l'abribus central, qui est aussi le seul à ne pas disposer de panneau publicitaire.
Le mobilier actuel a été installé lors de l'attribution par Grenoble-Alpes Métropole du marché du mobilier urbain sur son territoire à JCDecaux pour la période 2004-2019, en remplacement des abris d'origine ; le mobilier n'appartenant donc pas à la ville de Grenoble, il n'a pas été affecté par la suppression de la publicité du mobilier urbain municipal engagée par Éric Piolle après son élection en 2014.
L'ensemble des quais sont conçus pour recevoir les deux types de matériels roulant du réseau et mesurent 45 m de long environ depuis 2006, après deux ans de travaux sur les lignes B puis A durant les été afin de rehausser de cinq centimètres les quais, de les raboter de cinq centimètres (les Citadis mesurant 2,40 mètres de large contre 2,30 mètres pour les TFS) et les rallonger afin de recevoir les Citadis 402, nettement plus long que les TFS ; les tiroirs de manœuvre aux terminus ont eux aussi été rallongés,. Les lignes C à E, plus récentes, ont été construites dès l'origine selon ces normes afin de tenir compte des Citadis.

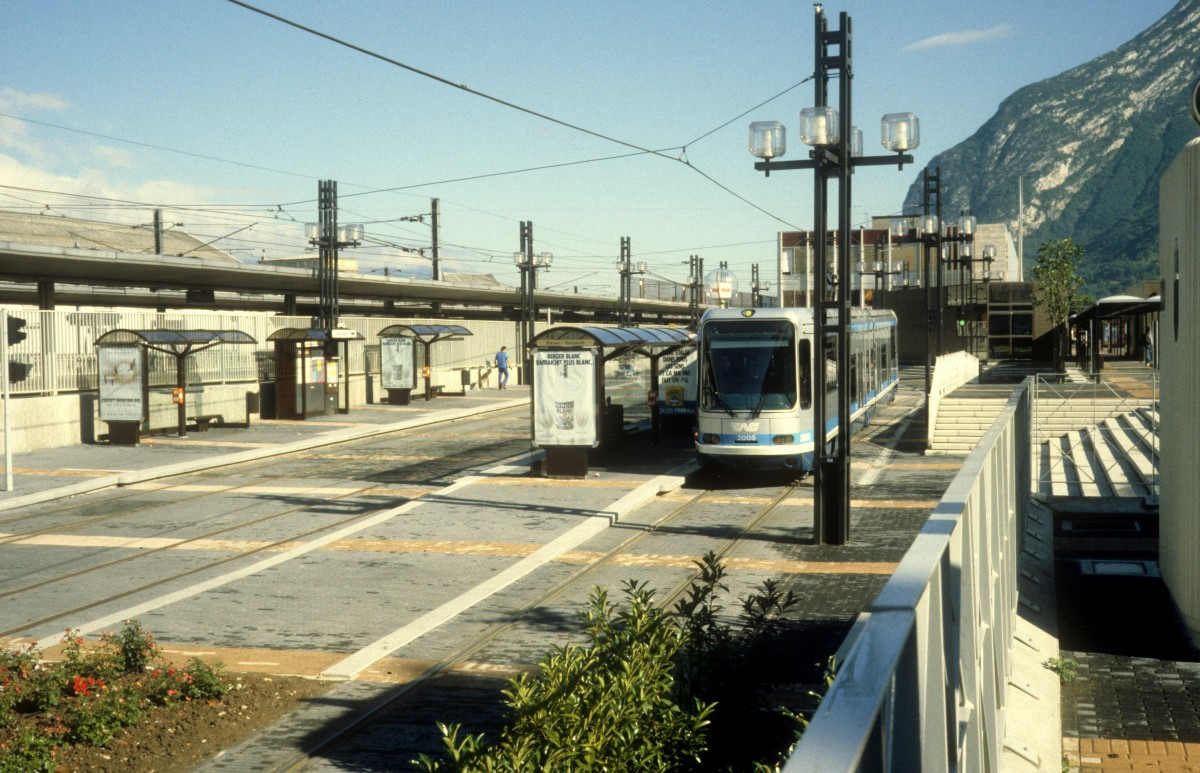
La station Gares avec son mobilier d'origine.
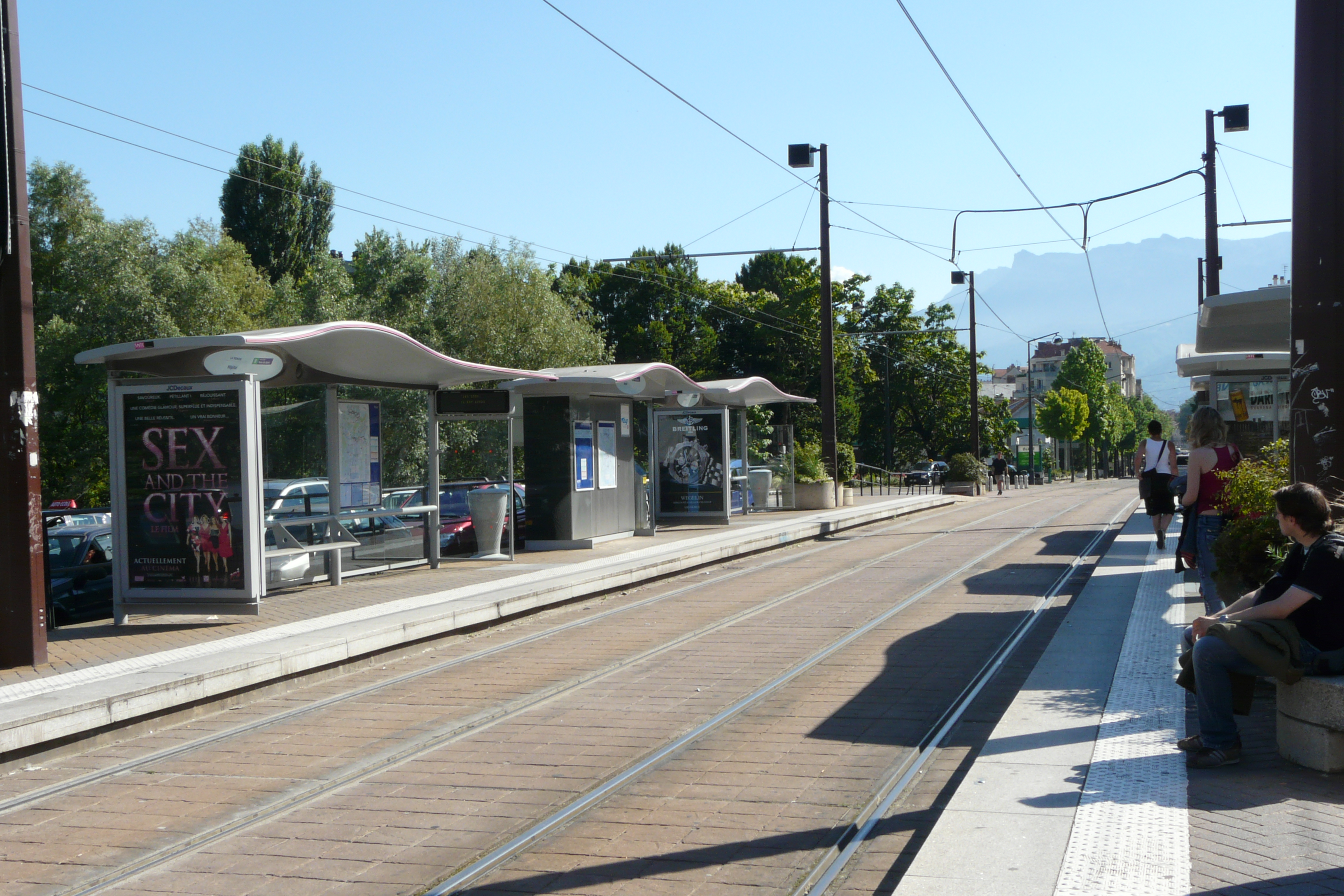
La station La Tronche - Hôpital, une station typique.
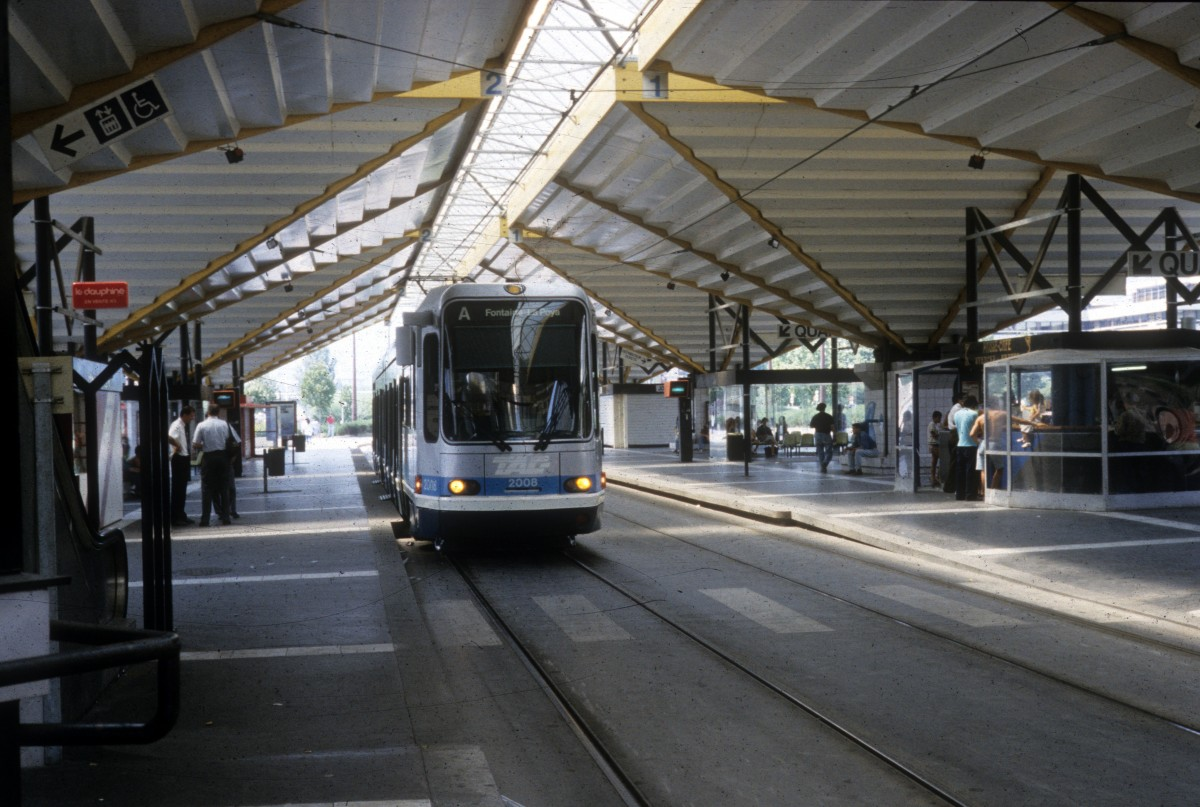
Certaines stations comme ici Grand'Place possèdent des aménagements particuliers.

## Exploitation

### Matériel roulant
En 2017, le parc roulant du réseau est composé de 103 rames dont 53 Alsthom TFS et 50 Alstom Citadis 402. Depuis décembre 2016, une dizaine de rames de la ligne A est équipée de capteurs mesurant la pollution atmosphérique à titre expérimental, ce qui constitue une première en France. L'expérimentation menée en 2017 s'avérant positive, elle a permis d'affiner les mesures effectuées par des stations fixes et de repérer des pics non détectés par ces stations, elle devrait être reconduite en 2018 dans une version améliorée.
| Constructeur | Modèle      | Nombre | Numérotation    | Années delivraison | Longueur     | Lignes  |
| ------------ | ----------- | ------ | --------------- | ------------------ | ------------ | ------- |
| Alsthom      | TFS         | 53     | nos 2001 à 2053 | 1986 - 1997        | 29,40 mètres | A C D E |
| Alstom       | Citadis 402 | 50     | nos 6001 à 6050 | 2005 - 2009        | 43,73 mètres | A B C   |

#### Alsthom TFS

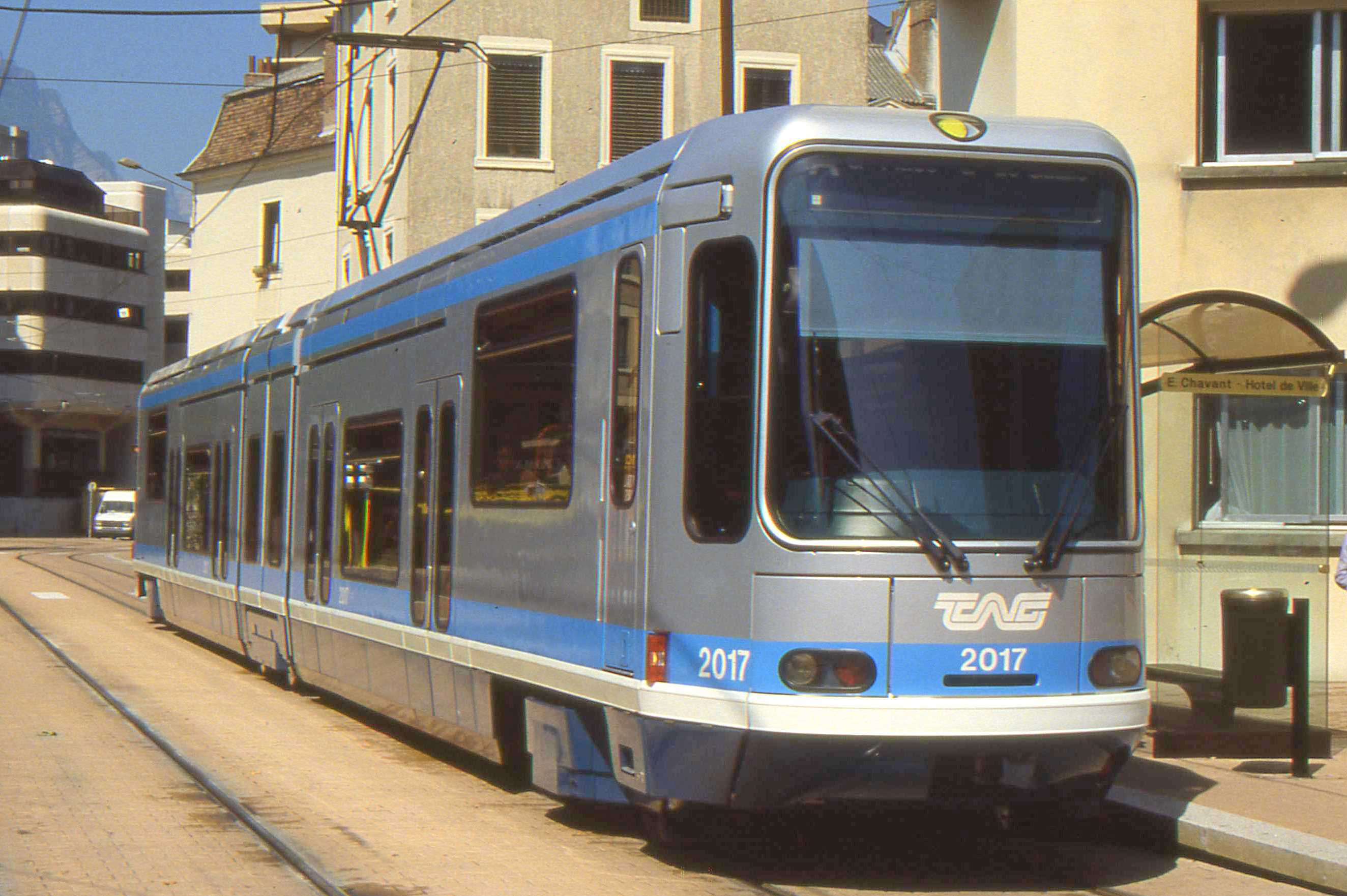
Rame Alsthom TFS no 2017.

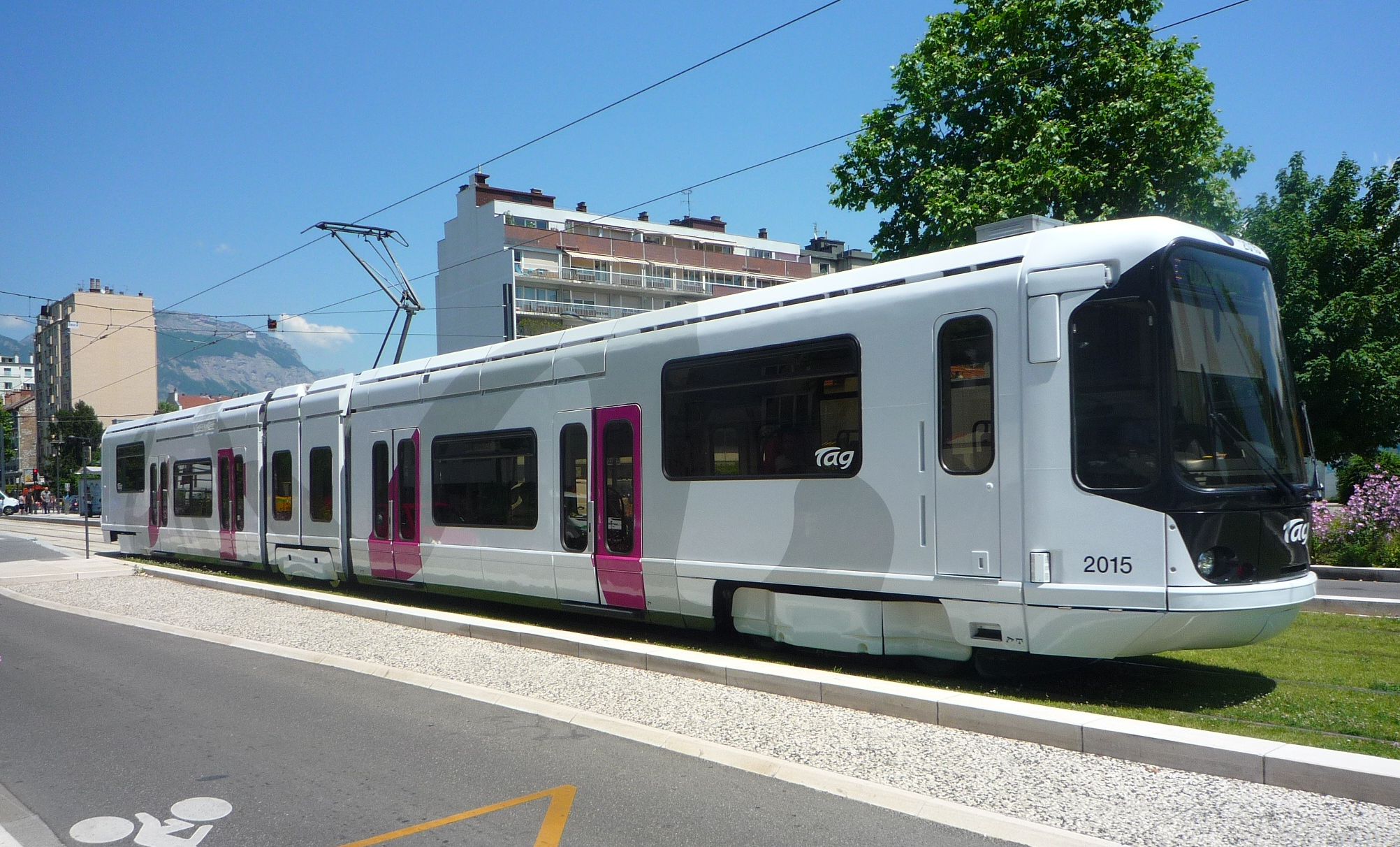
Rame rénovée Alsthom TFS no 2015.

Pour la mise en service du réseau en 1987, le SMTC fait le choix d'acquérir des Tramways français standard d'Alsthom. Si au départ les rames auraient dû être proches de celles de Nantes, mises en service en 1985, avec un plancher haut à 87 cm du sol, la mobilisation de l'ADTC et des associations de personnes handicapées a poussé le SMTC à obtenir d'Alsthom de trouver une solution afin que le plancher des trams soit à 36 cm du sol et permette l'accessibilité aux personnes en fauteuil roulant sans aucune aide extérieure. L'ajout d'un module central équipé d'un bogie à essieu coudé dérivé de ceux d'un wagon de transport de fonte en fusion a permis de résoudre le problème, permettant aux TFS grenoblois de constituer les premiers tramways à plancher bas au monde,. Le seul défaut de ce système est l'impossibilité de rallonger les rames, au contraire des TFS nantais qui ont pu recevoir une caisse centrale, à plancher bas, par la suite.
Longues de 29,40 m, larges de 2,30 m et hautes de 3,40 m, elles peuvent transporter 186 voyageurs dont 54 en position assise. Pour l'ouverture de la ligne A, vingt rames sont livrées entre 1986 et 1987, rejointes par quinze autres rames entre 1989 et 1990, pour équiper la ligne B. Une troisième série de trois rames est livrée en 1992 afin d'augmenter la flotte, suivi qu'une quatrième et dernière série de quinze rames entre 1995 et 1996, se différenciant des autres par leurs moteurs asynchrones, remplaçant les moteurs continus des trois autres séries.
Les TFS ne sont plus utilisés sur la ligne B depuis 2005 et la mise en service de la première tranche de Citadis 402 ; ils restent utilisés sur la ligne A et équipent en partie la ligne C et en totalité les lignes D et E depuis leur ouverture.
| Série      | Nombre | Numérotation    | Années de mise en service |
| ---------- | ------ | --------------- | ------------------------- |
| Grenoble 1 | 20     | nos 2001 à 2020 | 1986/1987                 |
| Grenoble 2 | 15     | nos 2021 à 2035 | 1989/1990                 |
| Grenoble 3 | 3      | nos 2036 à 2038 | 1992                      |
| Grenoble 4 | 15     | nos 2039 à 2053 | 1995/1996                 |

Deux rames TFS ont voyagé jusqu'à l'étranger pour servir de rame de démonstration dans d'autres réseaux :
- la rame 2020 sur le réseau RET de Rotterdam aux Pays-Bas, durant l'été 1988 ;
- la rame 2047 sur le réseau TMB de Barcelone en Espagne, durant l'été 1997.

Les rames étaient initialement équipées de palettes rétractables afin de faciliter l'accès aux voyageurs. Elles ont été supprimées et remplacées par des comble-lacune lors de la reprise des quais du réseau entre 2004 et 2006.
Deux autres (2031 et 2032) ont fait l'objet d'une modernisation et d'une révision à mi-vie respectivement en 2009 et 2010. En 2013, Bombardier, associé aux Ateliers de construction du Centre à Clermont-Ferrand remportent l'appel d'offres pour la rénovation intégrale des 38 premières rames TFS,.
Chaque rame a été démontée, révisée, améliorée, repeinte en blanc et aménagée avec de nouveaux matériels à Clermont-Ferrand. L'amélioration principale porte sur la création de nouveaux systèmes électriques, l'installation de la climatisation, le réaménagement de l'intérieur et du poste de conduite, un éclairage à diodes et des vitres teintées. Ces rames permettent une plus grande capacité avec 185 personnes en heure de pointe et une circulation facilitée à bord avec moins de sièges et des barres verticales de maintien plus nombreuses. De plus, un système de vidéo surveillance a été installé, ainsi qu'un interphone permettant de joindre directement le conducteur en cas d'incident. Cette nouvelle génération de tramway TFS dispose d'un espace supplémentaire dédié aux fauteuils roulants, ainsi que d'un système de demande d'ouverture des portes par télécommande pour les malvoyants. Les portes sont partiellement recouvertes d'une couleur, rose, bleu, verte ou jaune selon la rame.
Quant à l'avant du tramway, il a été muni de phares LED, plus performants et plus visibles. Les phares devaient également être rehaussés, mais des contraintes techniques ont empêché cette modification.
La rénovation devrait durer quatre ans, les rames circulent en priorité sur la ligne E puis sur les lignes C et D.

#### Alstom Citadis 402

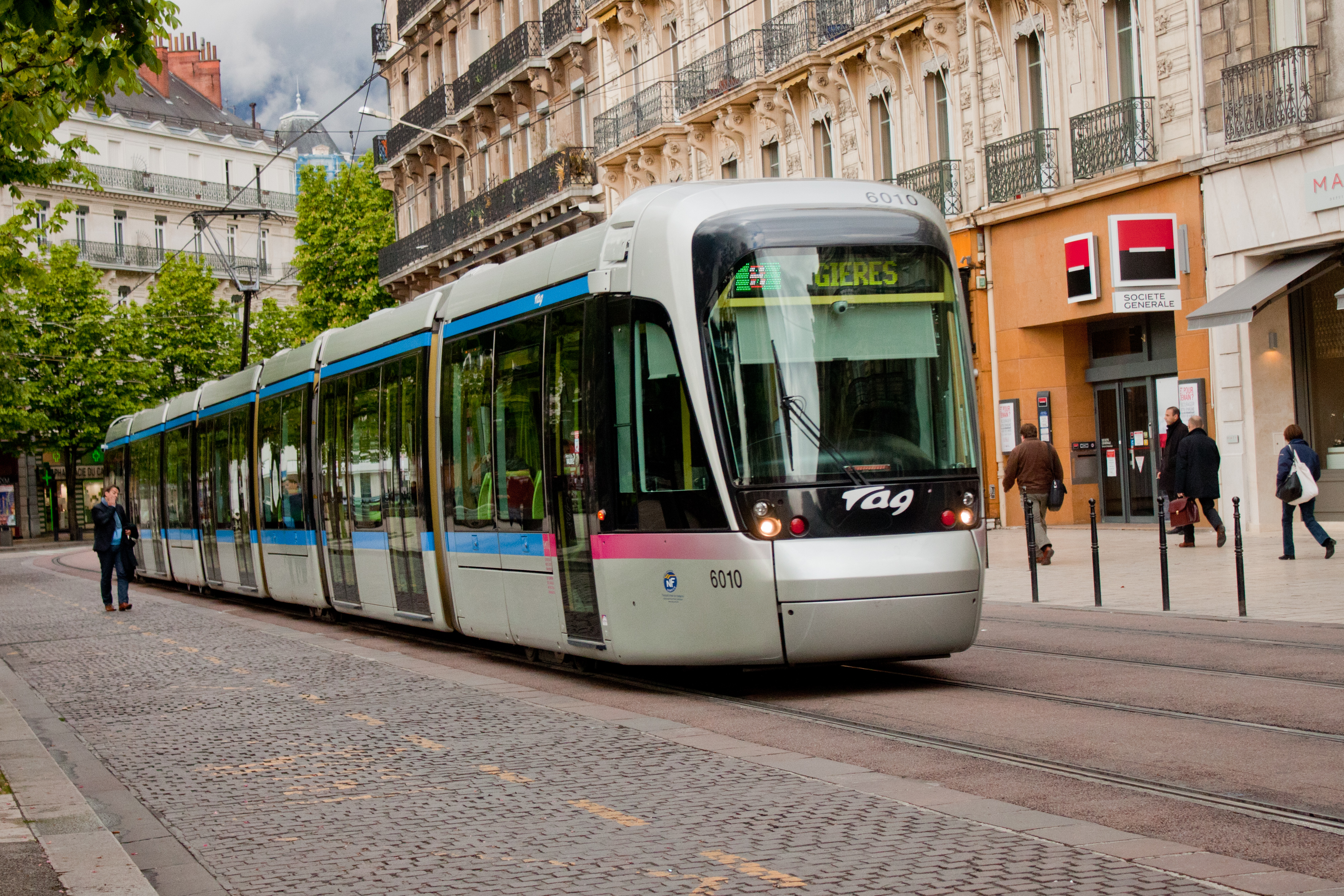
Rame Alstom Citadis 402 no 6021.

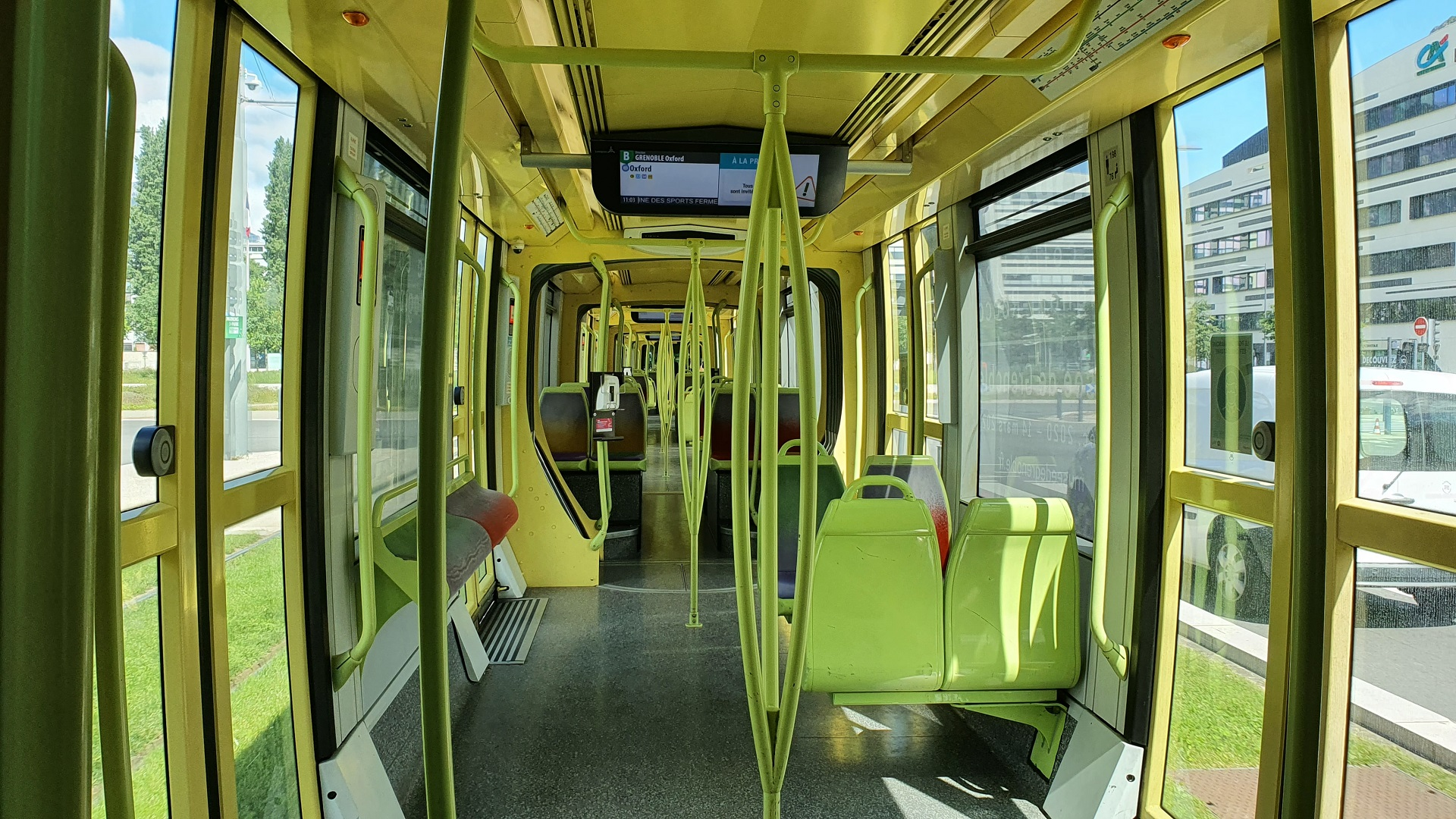
Intérieur des rames Citadis 402.

Afin de faire face à la hausse de la fréquentation et la mise en service de la ligne C, le SMTC passe commande de 35 rames Citadis 402 construites par Alstom. Outre leur design, ces rames sont très différentes des TFS et se caractérisent par leur plus grande longueur et donc leur plus grande capacité, ainsi que leur plancher bas intégral.
Longues de 43,73 m, larges de 2,40 m et hautes de 3,25 m, elles peuvent transporter 288 voyageurs dont 70 en position assise,. Les Citadis sont mis en service à partir de décembre 2005 sur la ligne B, desservant le campus, en remplacement des TFS réaffectées sur la ligne A. Une autre partie de la série est mise en service sur la ligne C dès son ouverture. Enfin, une seconde série de quinze rames est mise en service en mai 2009 sur la ligne A afin d'augmenter la capacité de la ligne où les TFS s'avèrent insuffisants.
| Série      | Nombre | Numérotation    | Années de mise en service |
| ---------- | ------ | --------------- | ------------------------- |
| Grenoble 1 | 35     | nos 6001 à 6035 | 2005                      |
| Grenoble 2 | 15     | nos 6036 à 6050 | 4 mai 2009                |

Les rames 6018 et 6020 ont participé à l'inauguration de la ligne C, le 20 mai 2006. Elles ont reçu, pour l'occasion un pelliculage floral multicolore rappelant le slogan des travaux tram3 : « Une fleur pour l'agglomération », qui a par la suite été retiré durant l'été 2006.

#### De nouvelles rames du constructeur CAF Urbos pour 2028
À partir de 2026 et jusqu'en 2032, le remplacement des rames TFS sera engagé, les futures rames de tramway seront longue de 45 m, soit une augmentation de capacité de transport par rapport aux TFS existantes

Lors du conseil syndical du SMMAG du 3 juillet 2025, le constructeur CAF a été retenu de l'appel d'offre, le contrat prévoit 38 rames en tranche ferme livrable à partir de 2028 jusqu'en 2030, et de 9 rames en tranche optionnelles

### Conduite et signalisation

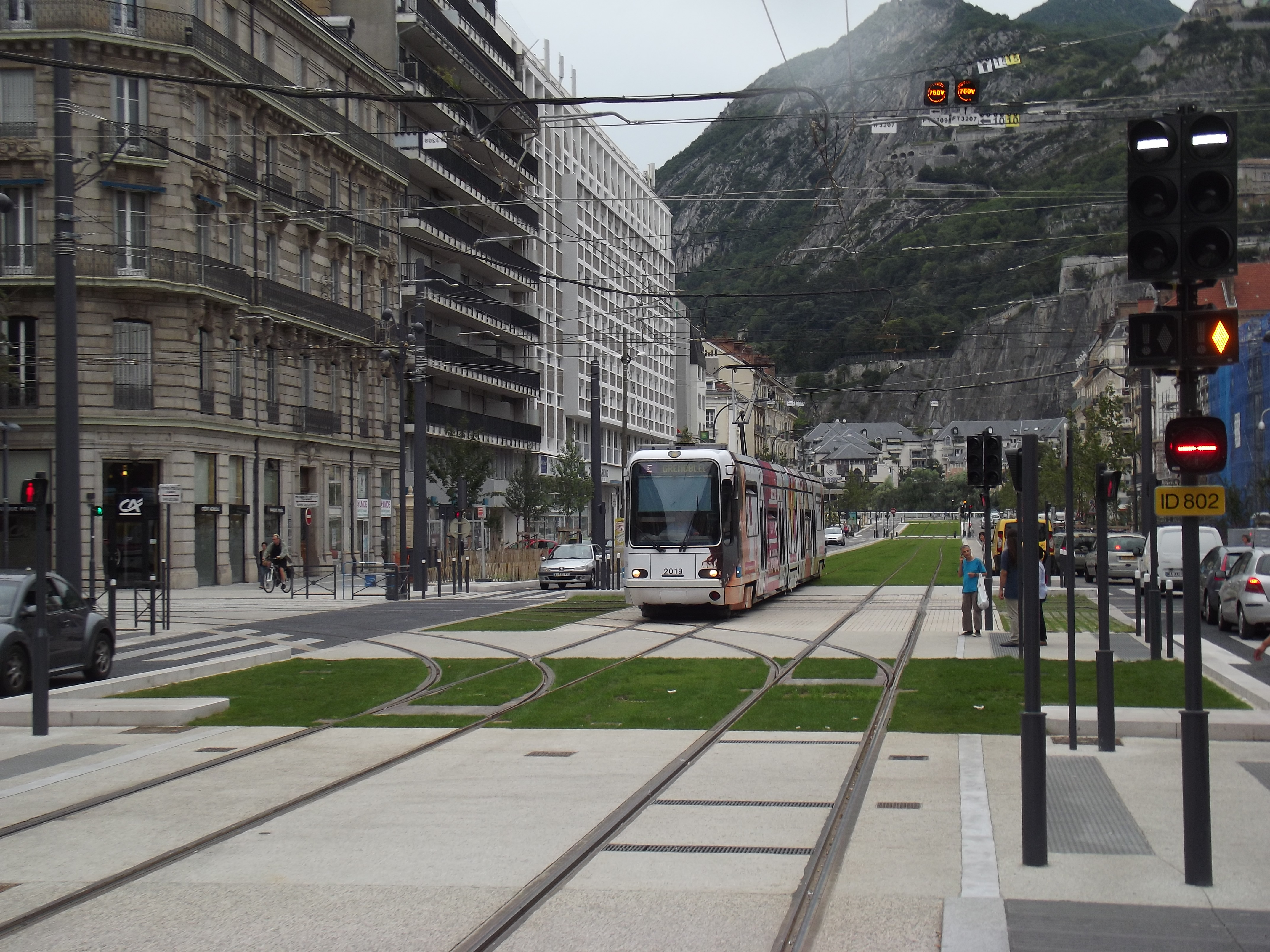
Un feu R17/R18, son signal additionnel d'aide à la conduite (en bas), un signal de protection d'itinéraire (en dessous) et un indicateur de tension (au niveau des fils).

La conduite sur les lignes se fait en « conduite à vue ». On y trouve que des panneaux de limitation de vitesse, des signaux de protection d'itinéraires et des signaux protégeant le franchissement des carrefours. Pour ces derniers, la voirie est équipée de signaux tricolores classiques de type R11 tandis que la ligne est équipée de signaux de type R17/R18 associés à la signalisation routière.
Sur un fond noir, une barre horizontale de couleur blanche signale l'arrêt, un rond blanc annonce un signal d'arrêt et une barre verticale ou oblique blanche la voie libre, la direction de la barre oblique indiquant la direction. Une signalisation d'aide à l'exploitation complète ces signaux, un losange lumineux jaune signalant la prise en charge de la demande de priorité au carrefour, un point d'exclamation bleu indique un changement d'aspect imminent.
Les indicateurs de position d'aiguille se situent où se trouvent les appareils de voies (aiguillages). Une barre horizontale rouge indique l'arrêt, tandis qu'une barre verticale verte autorise le passage sur l'aiguille en position normale. Enfin, une barre oblique jaune orientée à droite ou à gauche selon le lieu autorise le passage, mais l'aiguille est en position déviée et la rame va alors changer de voie. Dans certaines situations (bifurcations avec aiguille prise en talon, stations au plan de voies complexe, etc.) des feux bicolores (rouge et vert) règlent la circulation des rames.
Les panneaux indicateurs de vitesse se présentent quant à eux comme des panneaux carrés avec des chiffres noirs sur fond blanc, où le chiffre indique la vitesse limite à ne pas dépasser jusqu'au prochain signal rencontré.
Enfin, les indicateurs de coupure de courant sont implantés en amont de chaque secteur d'alimentation de la ligne aérienne de contact (LAC) : si le signal 750V jaune est fixe, la ligne est alimentée ; s'il clignote, alors la ligne n'est pas alimentée.

### Remisage et entretien

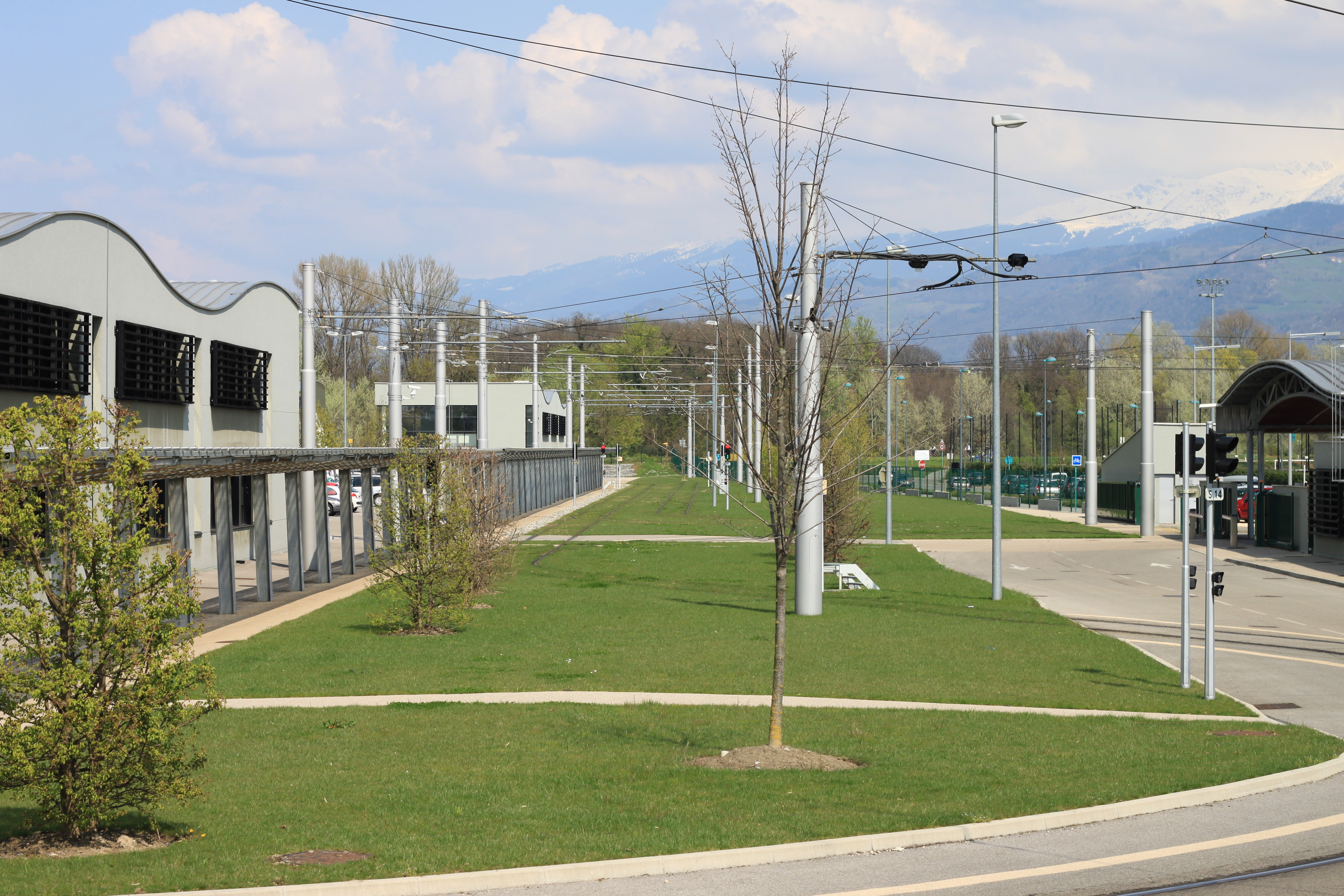
Dépôt de la Sémitag à Gières, où sont stationnées les rames utilisées sur les lignes B, C, D et E.

Le réseau de tramway grenoblois utilise deux dépôts pour remiser et entretenir ses rames. L'un est mixte et héberge donc des tramways ainsi que des autobus.
Le dépôt d'Eybens remise les rames de la ligne A. Ouvert en 1977 comme simple dépôt d'autobus, il est réaménagé pour recevoir les rames de tramway de la ligne A, inaugurée en 1987, suivi en 1990 par la ligne B. Il est depuis cette date mixte et assure le remisage de plusieurs lignes de bus et depuis 2005, il n'accueille plus que la ligne A.
Le centre de maintenance des tramways de Gières remise les rames des lignes B, C, D et E. Ouvert en 2005 en même temps que l'extension de la ligne B à Gières, il permet de désengorger le dépôt d'Eybens qui accueillait initialement la ligne B.

### Maintenance du réseau
Étant donné l'étendue et la fréquentation du réseau, celui-ci a besoin d'une maintenance quasiment continue. En cas d'incident sur les rames ou sur les installations techniques, les TAG disposent d'une flotte d'engins rails-route ; à savoir des tracteurs ainsi que des camions-nacelles.
Durant les périodes creuses (l'été principalement), des travaux plus importants sont régulièrement effectués. Des entreprises extérieures ainsi que des équipes des TAG procèdent à des renouvellements de voies, d'appareils de voie (aiguillages), de la signalisation ou encore sur les quais du réseau. Les travaux les plus importants entraînent l'arrêt temporaire de l'exploitation sur les sections concernées avec mise en place de bus de substitution.

### Alimentation électrique
Le tramway est alimenté en 750 V courant continu. En novembre 2015, le SMTC et la Sémitag décident d'alimenter le réseau de tramways de la métropole avec de l’énergie renouvelable en signant un accord avec Gaz Électricité de Grenoble. GEG s’engageant dans ce contrat de deux ans à s’approvisionner en énergie renouvelable issue du solaire, de l’éolien ou de l’hydroélectricité à hauteur de ce qu’elle doit fournir au fonctionnement du réseau de tramways.

### Sécurité et accidents
Les accidents de la circulation impliquant le tramway sont essentiellement dus à l'inadvertance des autres usagers de la route et au non-respect du code de la route, le tramway circulant sur son site propre étant prioritaire. Les accidents peuvent impliquer des voitures, des cyclistes ou des piétons et peuvent conduire au déraillement de la rame,,. D'autres types d'accidents peuvent arriver, tel un camion-grue ayant embarqué avec sa grue la ligne aérienne de contact en 2015.
Le tramway est parfois le théâtre d'agressions ou de fait-divers, tel l'abandon d'un bébé ou d'une adolescente handicapée,,. Le réseau est parfois victime de vandalismes comme en avril 2017 où une trentaine d'abris ont été tagués de messages incitant à frauder dans les transports en commun et des valideurs ont été dégradés par injection d'un liquide corrosif dans la fente destinée à la validation des tickets.

### Tarification et financement

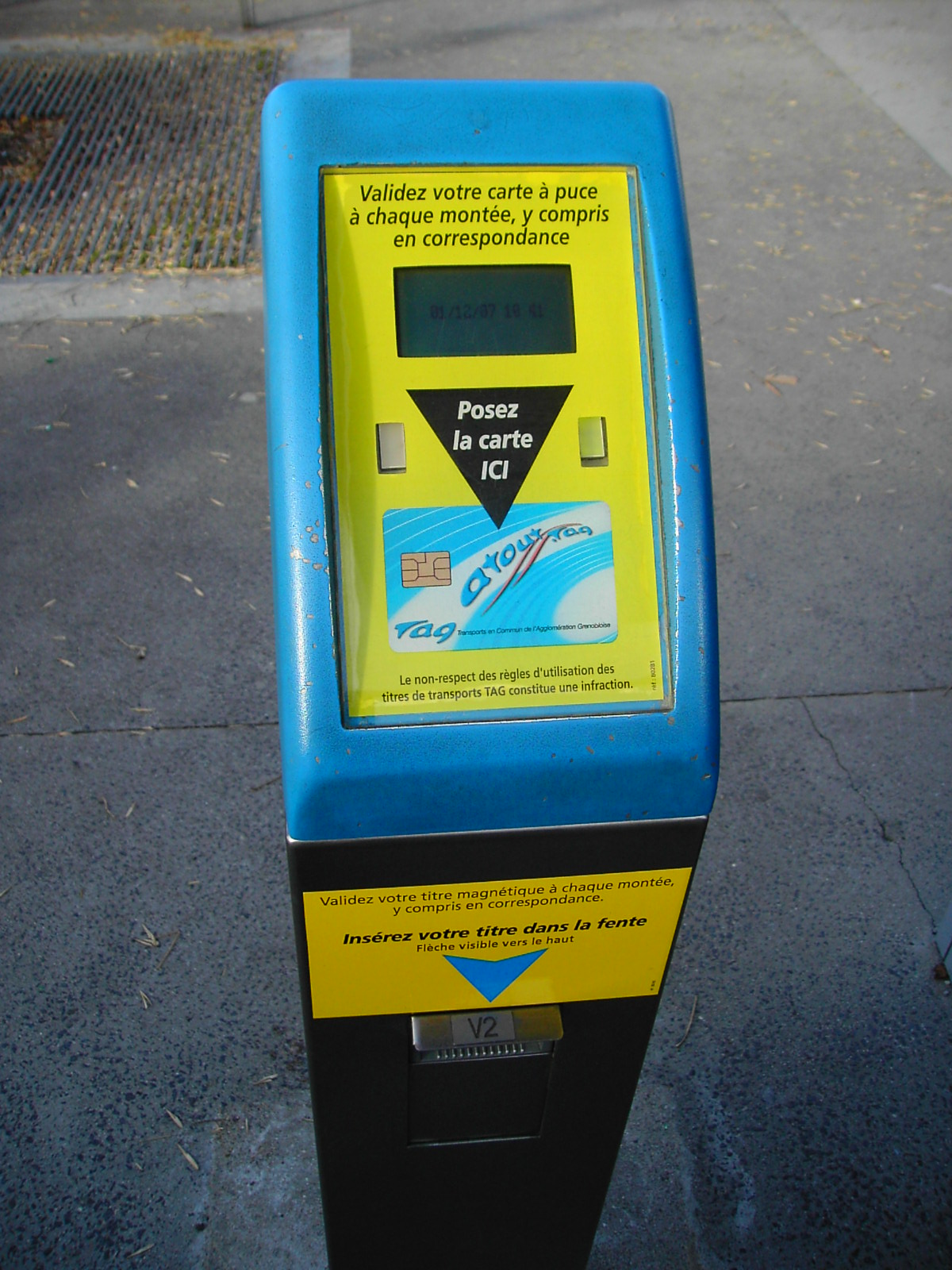
Un valideur avec l'ancien habillage du temps de la carte Atout'tag.

#### Tarification
La tarification est identique sur l'ensemble du réseau TAG. Ainsi un même titre de transport est valable aussi bien sur les lignes de tramway que de bus. Il n'y a pas de subdivision de l'aire de desserte en zones tarifaires : le prix des titres de transport est forfaitaire et indépendant de la distance parcourue. Les cartes unitaires doivent être validés, permettent de prendre une correspondance et d'effectuer un aller-retour. Une carte unitaire existe pour 1, 10 ou 30 voyages.
Les seuls abonnements existants sont mensuels et annuels. Les abonnements annuels coûtent l'équivalent de dix abonnements mensuels. Les abonnements sont chargés sur la carte à puce régionale OùRA!. Cette carte, valable pendant cinq ans, peut également servir de support aux autres titres de transport. Les tickets et abonnements peuvent être achetés soit dans des distributeurs automatiques présents dans les stations, soit en agence. Les cartes à 10 ou 30 voyages sont en outre disponibles dans des points de vente tels que les bureaux de tabac, les bureaux de poste, etc.
Afin de prendre le tram, l'usager doit valider son ticket sur le quai avant l'accès au véhicule, alors que la validation se fait à l'intérieur des autobus conformément à l'usage général ; en effet, il n'y a pas de valideurs dans les tramways. Pour lutter contre la fraude, des équipes de contrôleurs parcourent le réseau. Ils peuvent être assistés des forces de l'ordre ou d'agents de sécurité des TAG.

#### Financement
Le financement du fonctionnement des lignes (entretien, matériel et charges de personnel) est assuré par la SEMITAG. Cependant, les tarifs des billets et abonnements dont le montant est limité par décision politique ne couvrent pas les frais réels de transport. Le manque à gagner est compensé par l'autorité organisatrice, le SMMAG et composé d'élus locaux. Il définit les conditions générales d'exploitation ainsi que la durée et la fréquence des services. L'équilibre financier du fonctionnement est assuré par une dotation globale annuelle à la SEMITAG grâce au versement transport payé par les entreprises et aux contributions des collectivités publiques.

### Système d'information en temps réel

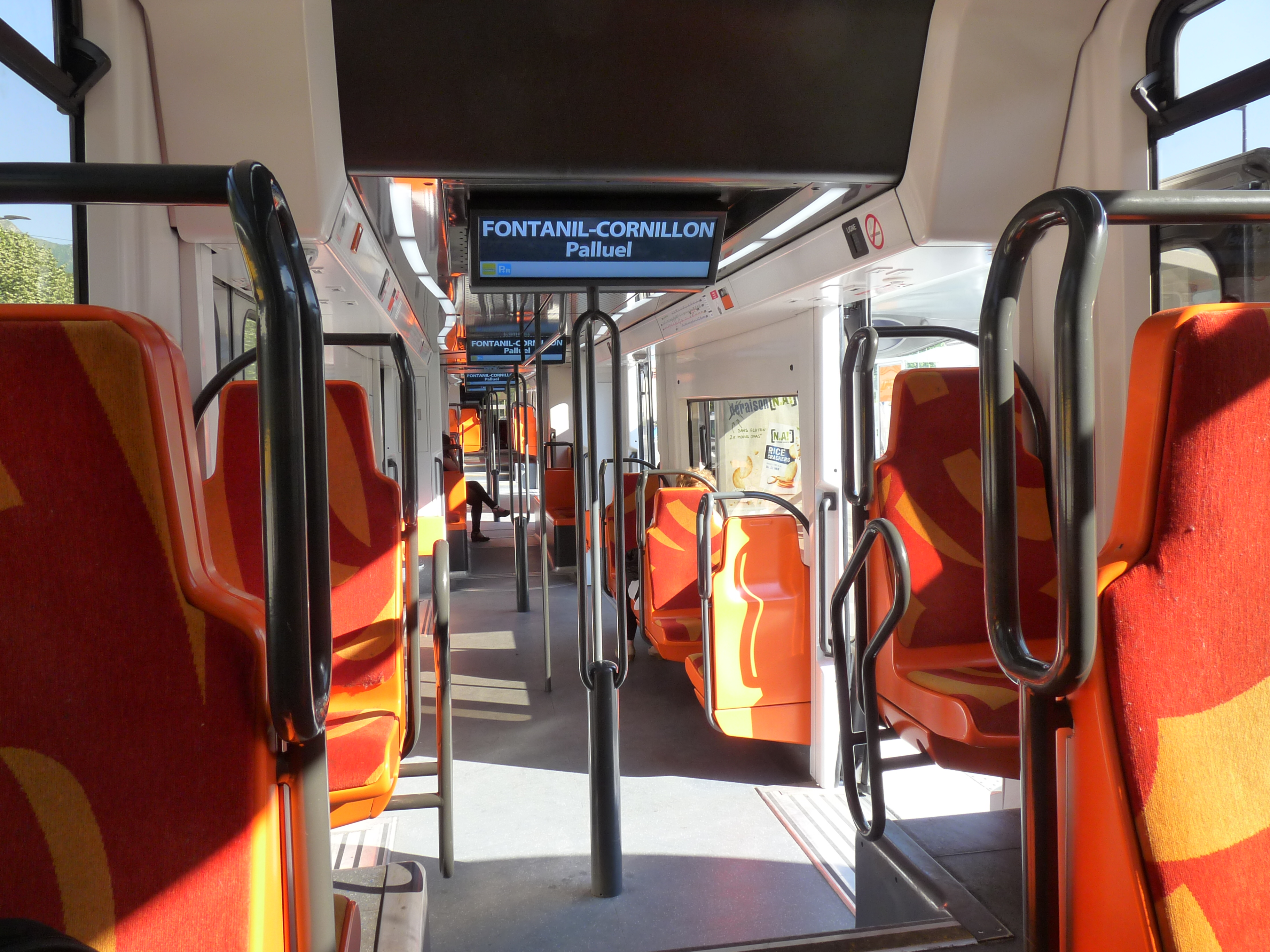
Écran embarqué à bord d'un TFS rénové de la ligne E.

#### En station
Sur chaque quai des stations, des écrans informent les voyageurs de la destination des prochaines rames et du temps d'attente respectif. Toutes les stations sont reliées au poste de commande centralisé (PCC), depuis lequel sont diffusées des informations vocales en cas de perturbations importantes.

#### Dans les rames
Les tramways sont équipés d'un système d'information voyageurs embarqué. Des afficheurs intérieurs indiquent aux voyageurs la destination ainsi que la prochaine station. Entre deux stations, une annonce sonore donne le nom de la prochaine station.

## Développement du réseau

### Extensions étudiées
Le SMTC a engagé une étude préalable en juillet 2012 pour prolonger la ligne E de Louise Michel au Pont-de-Claix à l'horizon 2025 en passant par Échirolles, couplé avec une ligne de tram-train jusqu'à Vizille via la ligne des Alpes,. Ce dernier a vu ses premières études lancées selon un avis d'appel d'offres passé en 2015. Ce tram-train offrirait de possibles connexions au réseau tramway après l'extension des lignes A et E au Pont-de-Claix.

### Extensions hypothétiques
Les extensions suivantes ne sont ni confirmées avec un calendrier précis, ni abandonnées de façon officielle :
- Prolongement de la ligne B vers Saint-Martin-le-Vinoux[58] : cette extension de la ligne B, dont le terminus assurerait une correspondance avec la ligne E, faciliterait l'accès à la Presqu'île de Grenoble à partir du nord-ouest de l'agglomération. Ce projet reste très incertain, et doublonnerait le projet également incertain de Métrocâble qui assurerait aussi la liaison Polygone scientifique-Saint-Martin-le-Vinoux.
- Prolongement de la ligne D vers Échirolles et La Tronche[58] : la ligne D deviendrait alors une ligne de rocade reliant le sud de l'agglomération au nord-est (en passant par l'ouest du campus universitaire). En mai 2017, le SMTC déclare cette extension « infinançable » en raison du trop grand nombre d'expropriations à effectuer sur le tracé[59]. L'extension vers La Tronche aurait par ailleurs été incompatible avec le prolongement de la ligne vers la Gare de Grenoble qui a été mis en service en utilisant les voies de la ligne B.
- Ligne Grenoble-Meylan[58] : la possibilité d'étendre le réseau de tram à Meylan, cinquième ville de l'agglomération en nombre d'habitants, a été plusieurs fois évoquée, mais aucun projet n'a encore été lancé[61]. En décembre 2017, le bus à haut niveau de service, moins cher, a les faveurs du SMTC sur cet axe aux dépens du tramway[62].
- Ligne circulaire : Le Dauphiné libéré évoque en décembre 2012 la possibilité technique de créer une ligne F qui ferait circuler les tramways en boucle dans Grenoble en utilisant des parcours combinés des lignes E, puis C et A sans avoir à réaliser de très gros travaux[63]. La quasi-saturation du tronçon commun aux lignes A et B rend cependant très incertaine la faisabilité d'un tel projet.

### Vers une refonte du réseau?
Le 2 novembre 2017, le président du SMTC annonce sur Twitter le vote par les élus du SMTC lors du comité syndical d'une refonte du réseau et le prolongement de la ligne E jusqu'au stade Lesdiguières à l'horizon 2023, dans le cadre des « Principes d'évolution du réseau de transports collectifs structurants à horizon 2030 »,. Cette refonte est réaffirmée en septembre 2019 et devrait nécessiter 60 millions d'euros d’investissement et la reprise de certains carrefours.
Dans le détail, les changements sont les suivants, outre le prolongement au stade évoqué précédemment :
- Les lignes A à C et E seraient réindicées respectivement T1, T3, T5 et T6 ;
- La ligne D, prolongée jusqu'à la gare de Grenoble avec une mise en service en 2026 pour un coût de sept millions d'euros[67] selon le projet annoncé en 2022 et initialement jusqu'à Fontaine par les voies des lignes B puis A, deviendrait la ligne T4 ;
- Création des lignes T2 (Échirolles - La Rampe - Grenoble - Oxford), T7 (Seyssinet-Pariset - Hôtel de Ville - Saint-Égrève - La Pinéa-Saint-Robert) et T8 (Grenoble - Stade Lesdiguières - Condillac-Universités) par interlignage avec les lignes existantes.

### Relance des projets
En mai 2023, le SMMAG a voté le lancement de nouvelles études pour relancer certains projets :
- Prolongement de la ligne A à Sassenage.
- Prolongement de la ligne D jusqu'à Grand'Place voire jusqu'au stade Lesdiguières.
- Prolongement de la ligne E vers Pont-de-Claix.

Les projets de prolongements feront 14 km et 22 stations au maximum, la durée des études durera 47 mois incluant la phase de concertation, jusqu'à l'enquête publique.